# Église Saint-Pierre de Tilly-sur-Seulles
Pour les articles homonymes, voir Église Saint-Pierre.
L'église Saint-Pierre est une église catholique située à Tilly-sur-Seulles, en France.

## Localisation
L'église est située dans le département français du Calvados, à l'est du bourg de Tilly-sur-Seulles, dominant la Seulles.

## Historique
L'édifice est inscrit aux Monuments historiques depuis le 24 janvier 1927.
Plusieurs éléments sont classés à titre d'objets et notamment :
- Le tableau central du maitre-autel : l'Immaculée Conception dite Notre-Dame de Tilly.
- Huit tableaux : Adoration des bergers, Déploration sur le Christ mort, Vierge de l'Annonciation, Vierge à l'Enfant, Extase de sainte-Thérèse d'Avila, Saint-Jérôme, Présentation de Jésus au temple et Saint-Pierre.
- La statue de Saint-Clair présentant sa tête décalottée.
- Deux tableaux de forme ovale : Mise au tombeau et Présentation de la Sainte-Face.

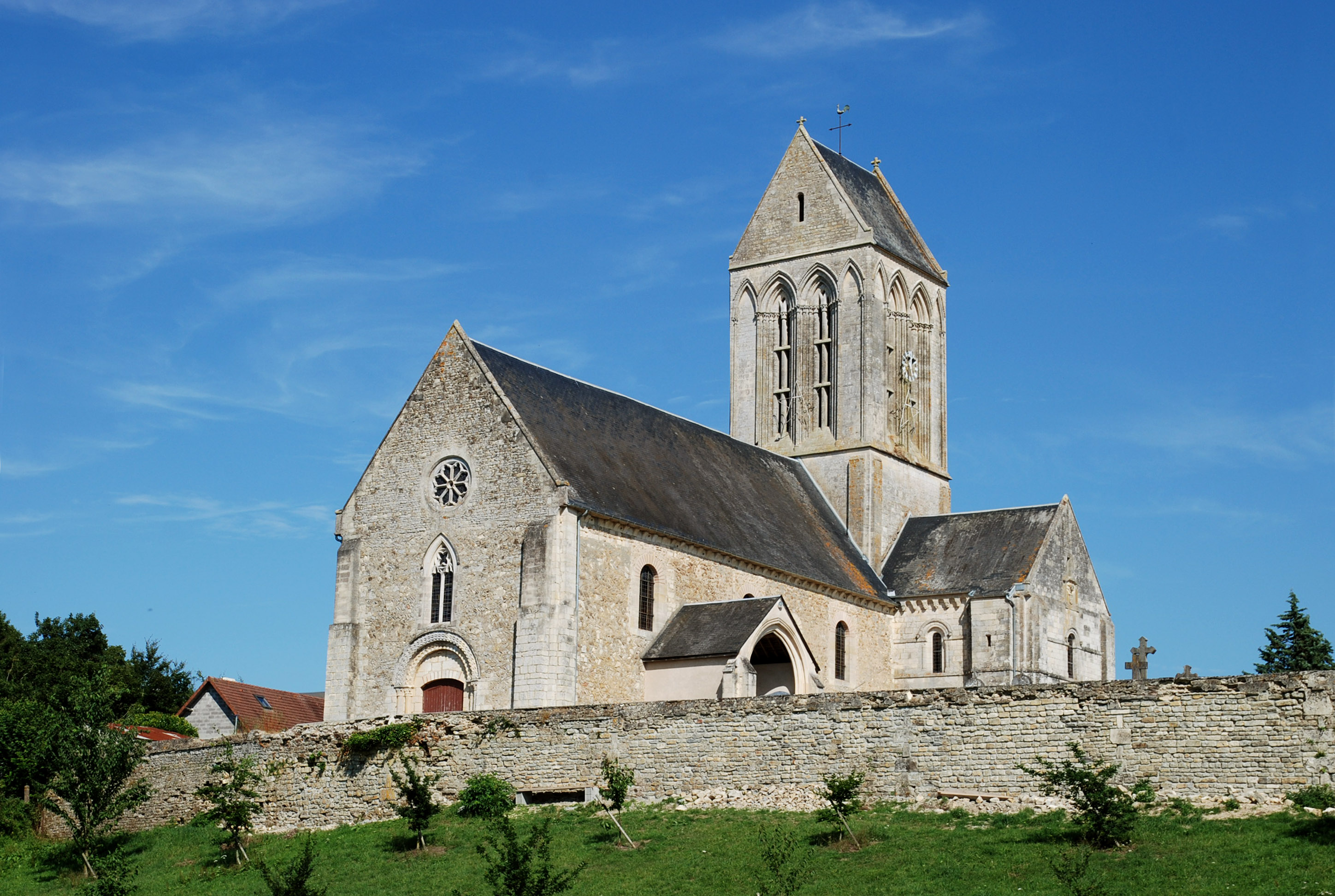
L'église vue depuis les bords de la Seulles.
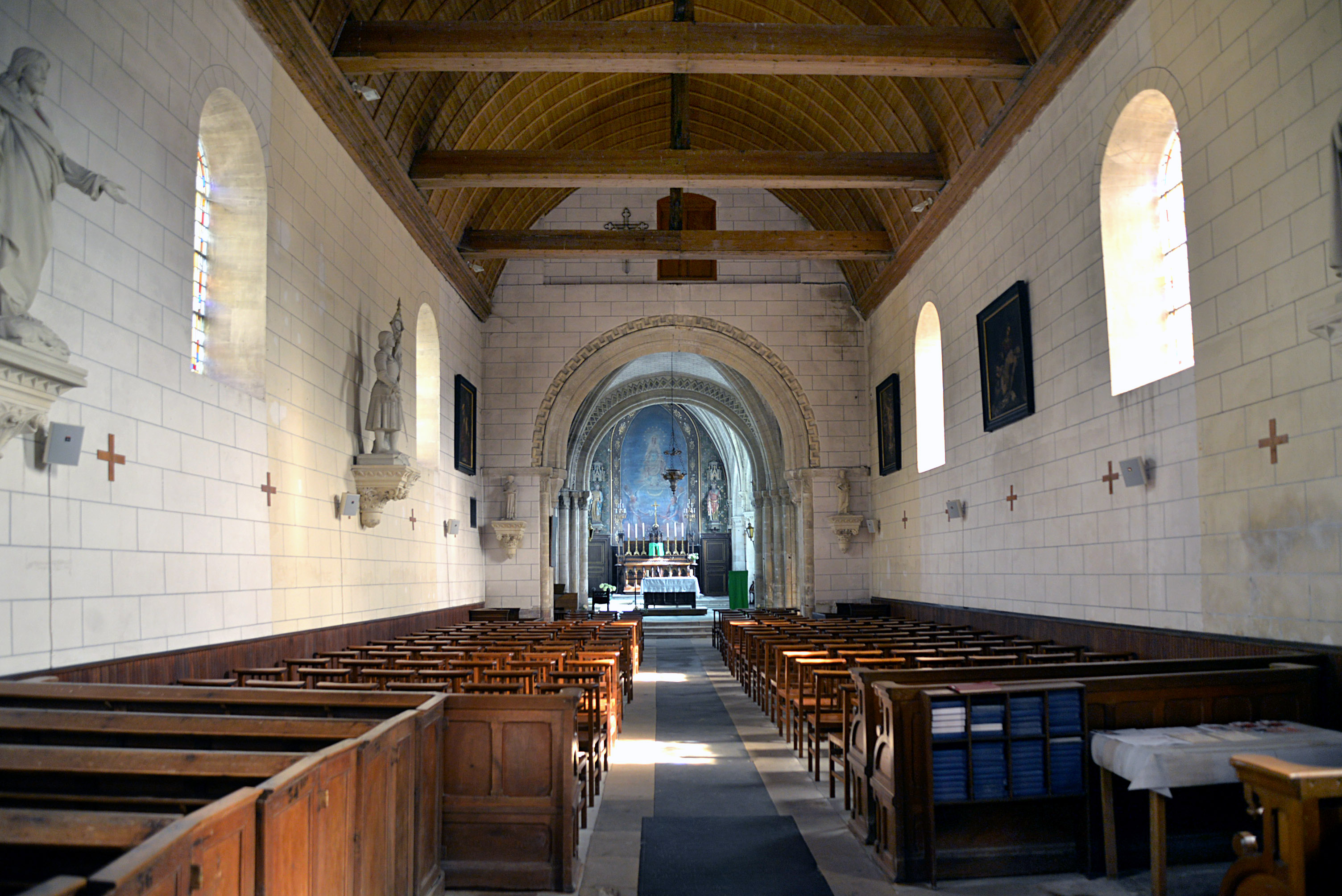
La nef de l'église.
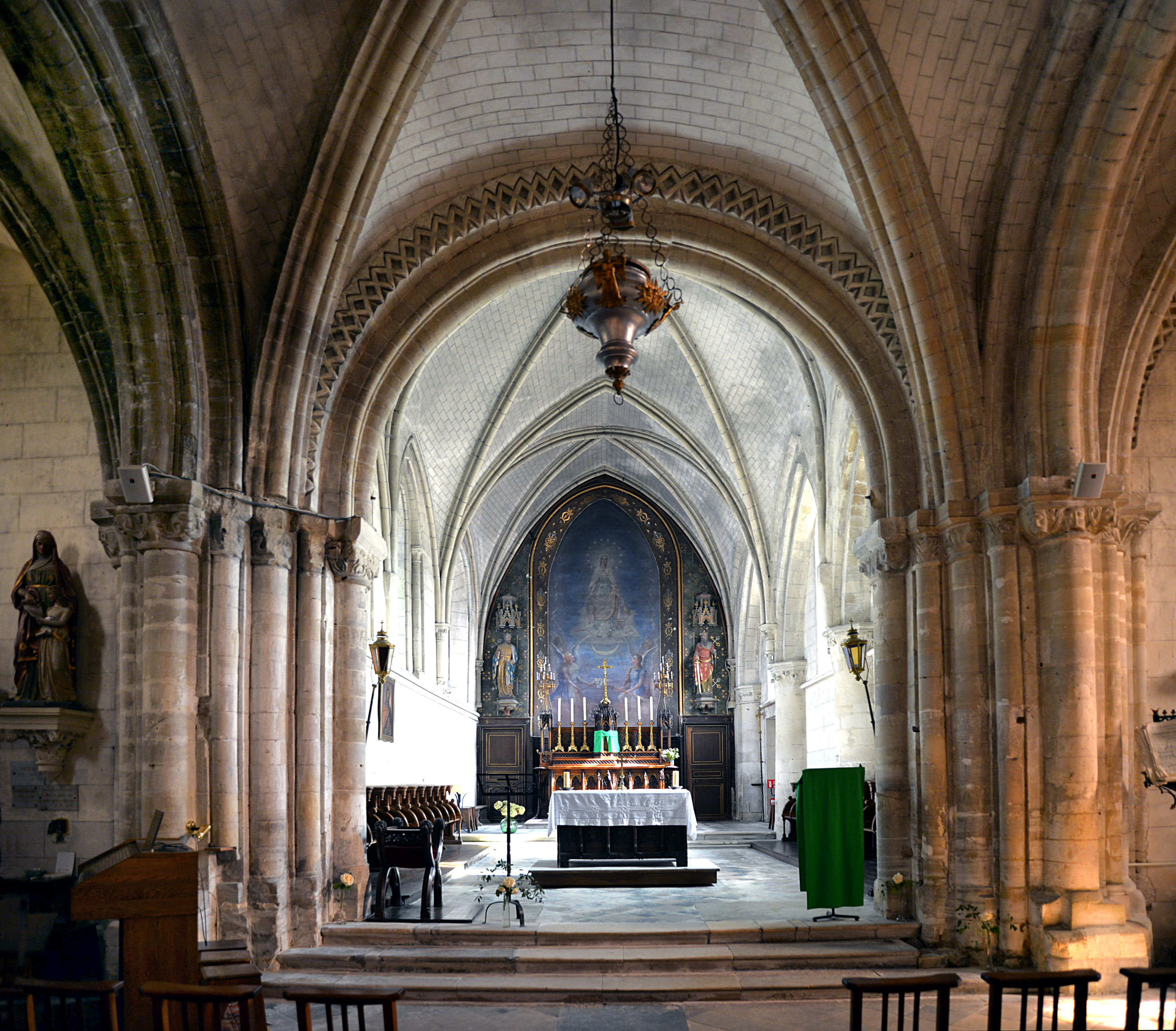
Le chœur de l'église.
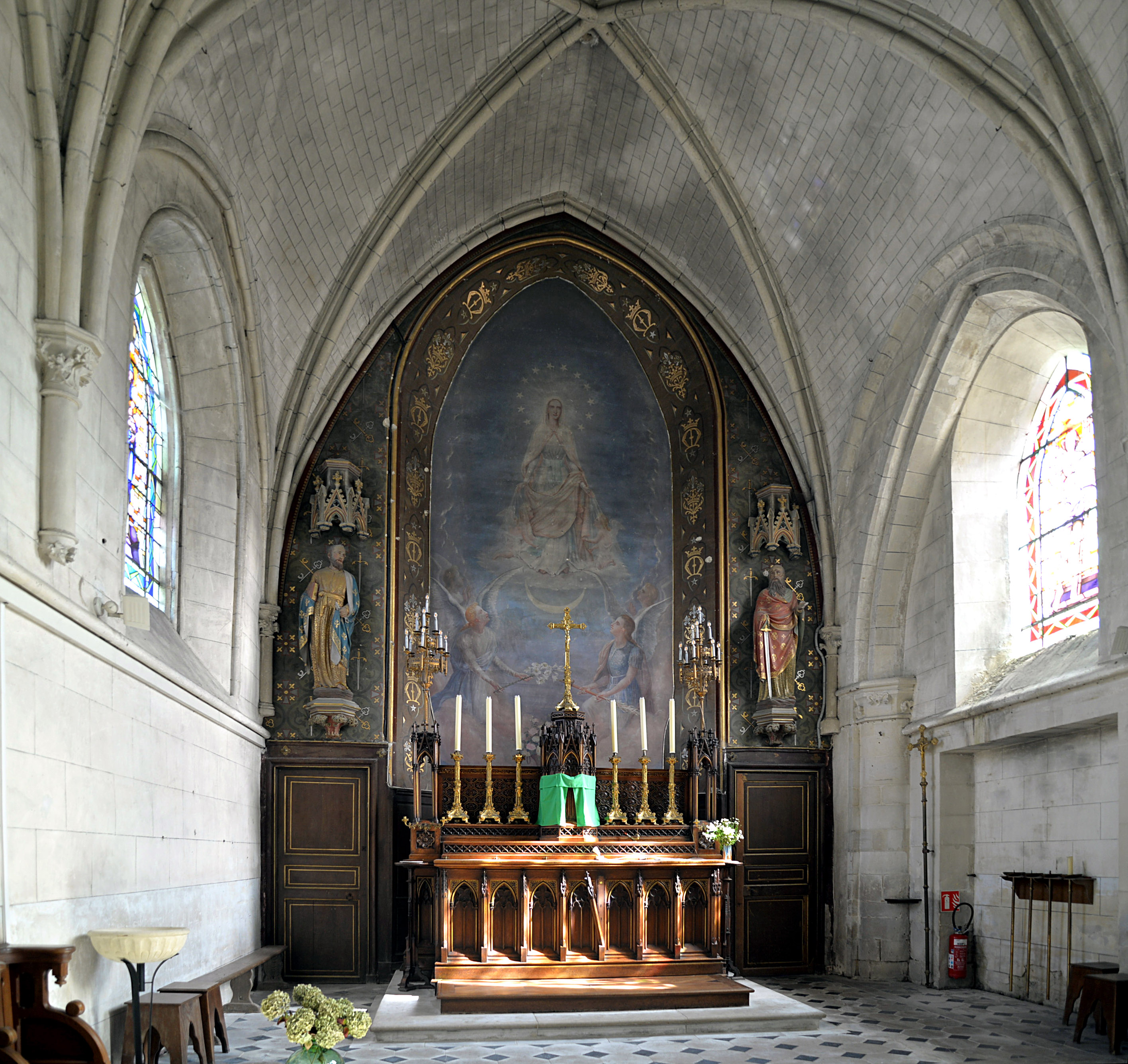
Le maitre-autel et le retable de l'église.
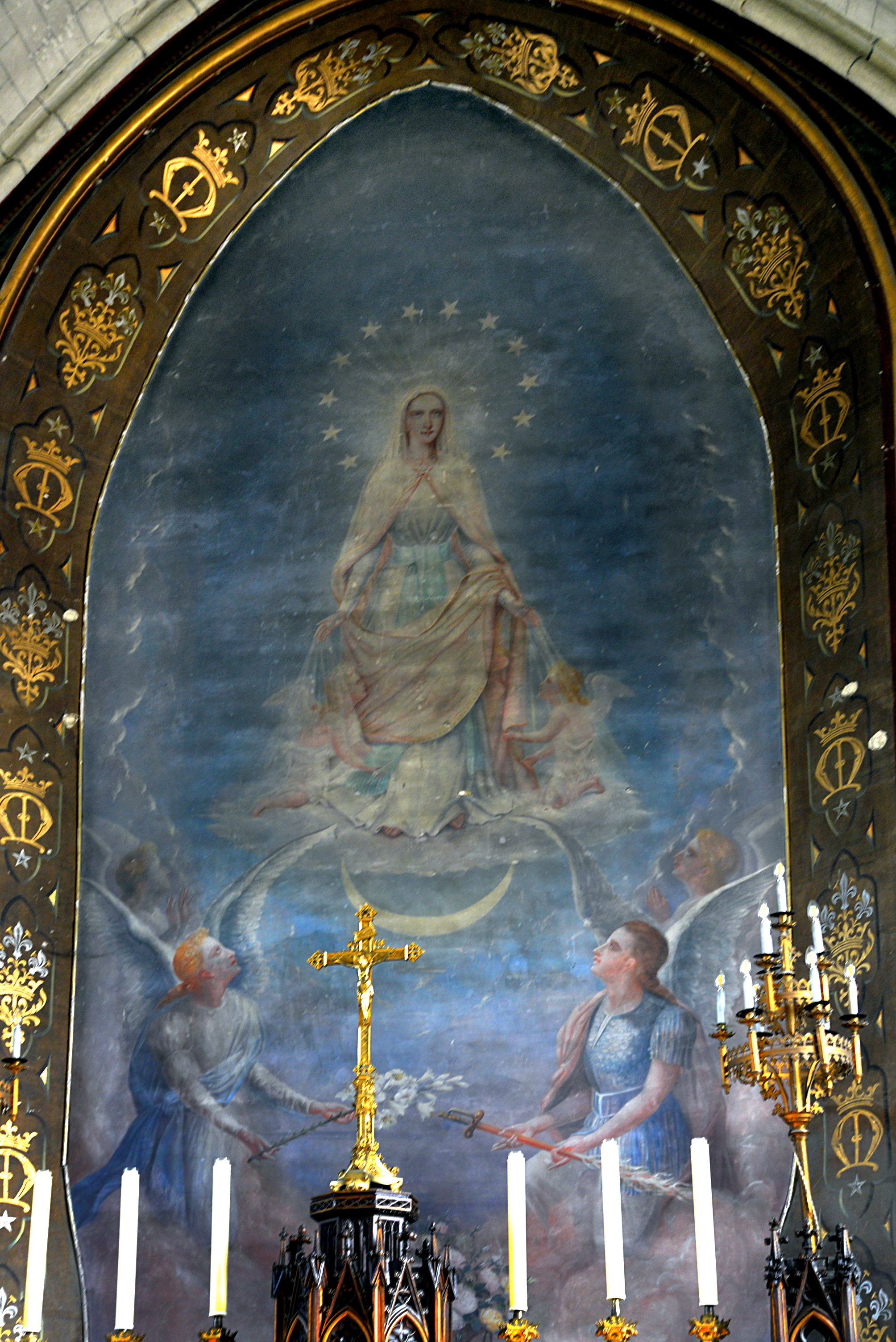
Le tableau central du maitre-autel.
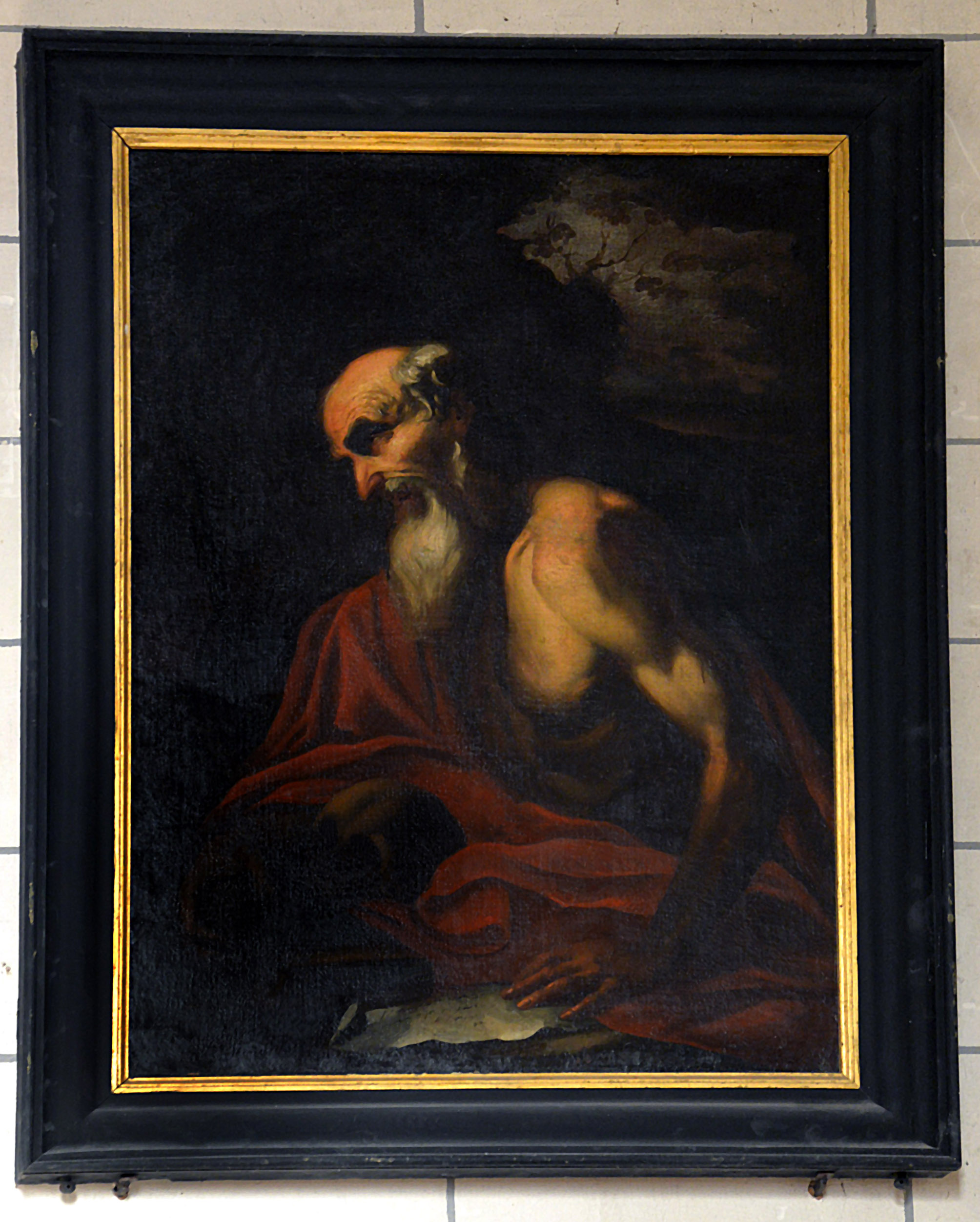
Le tableau de Saint-Jérôme.
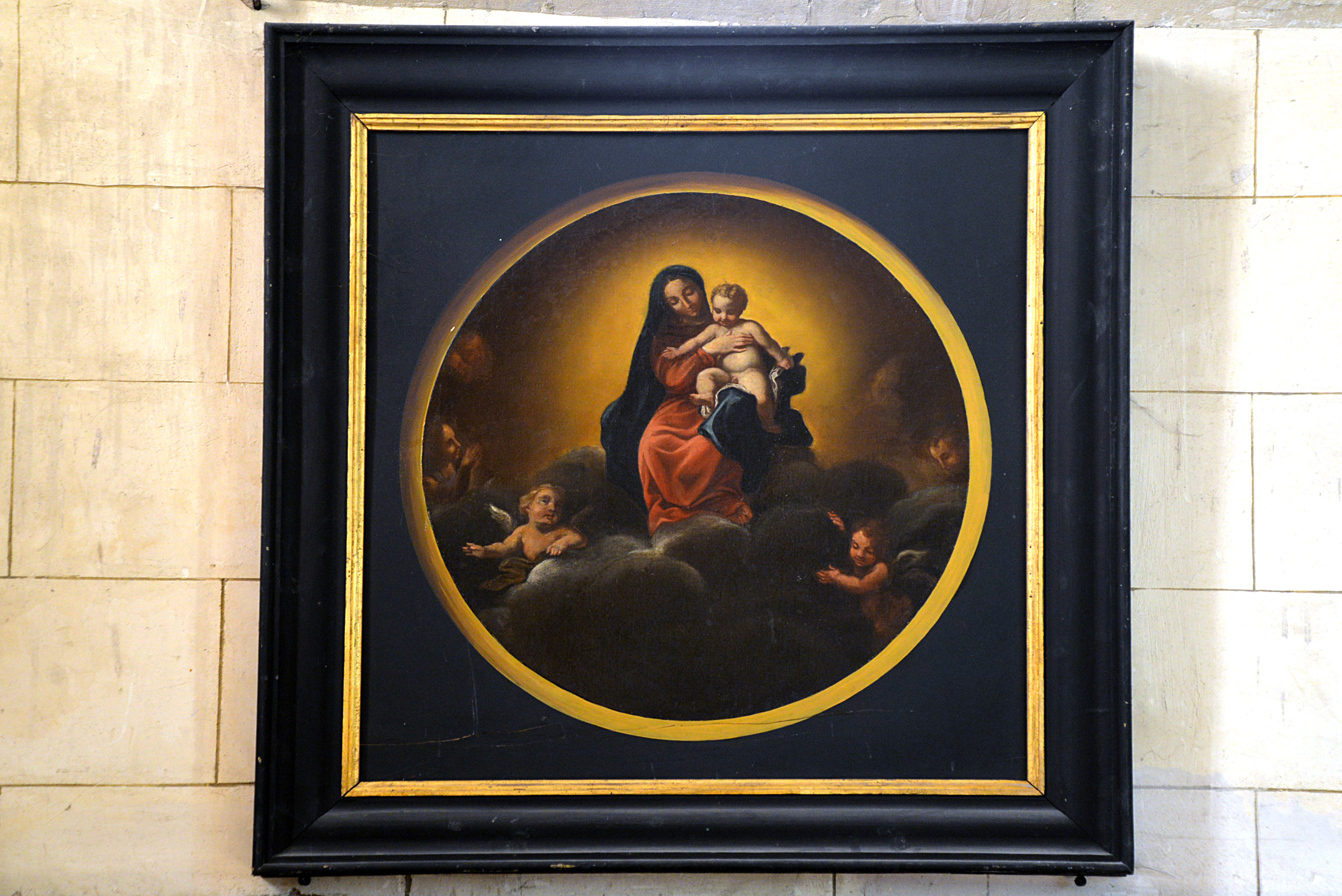
Le tableau de la Vierge à l'enfant en gloire.
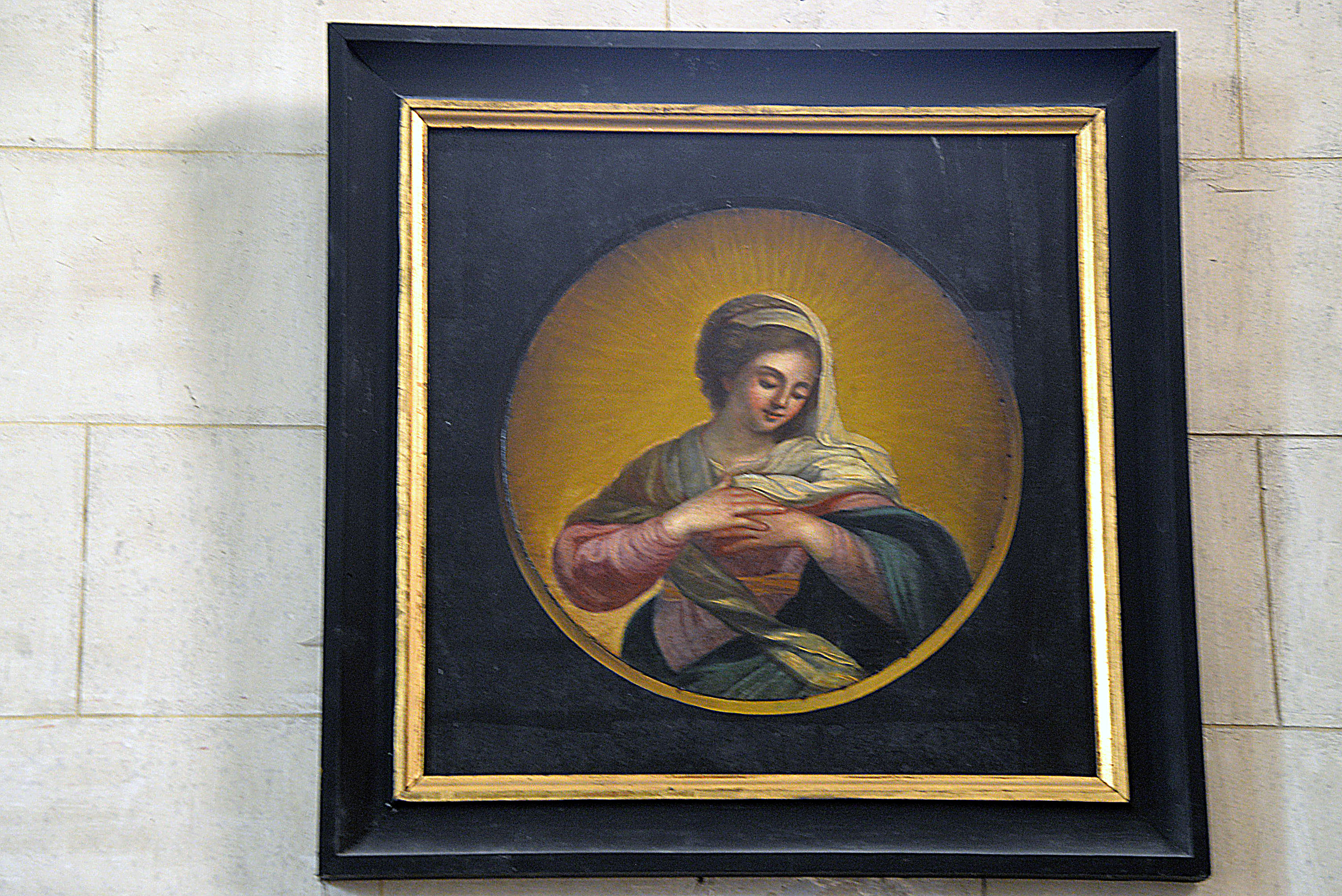
Le tableau de Sainte-Thérèse d'Avila.
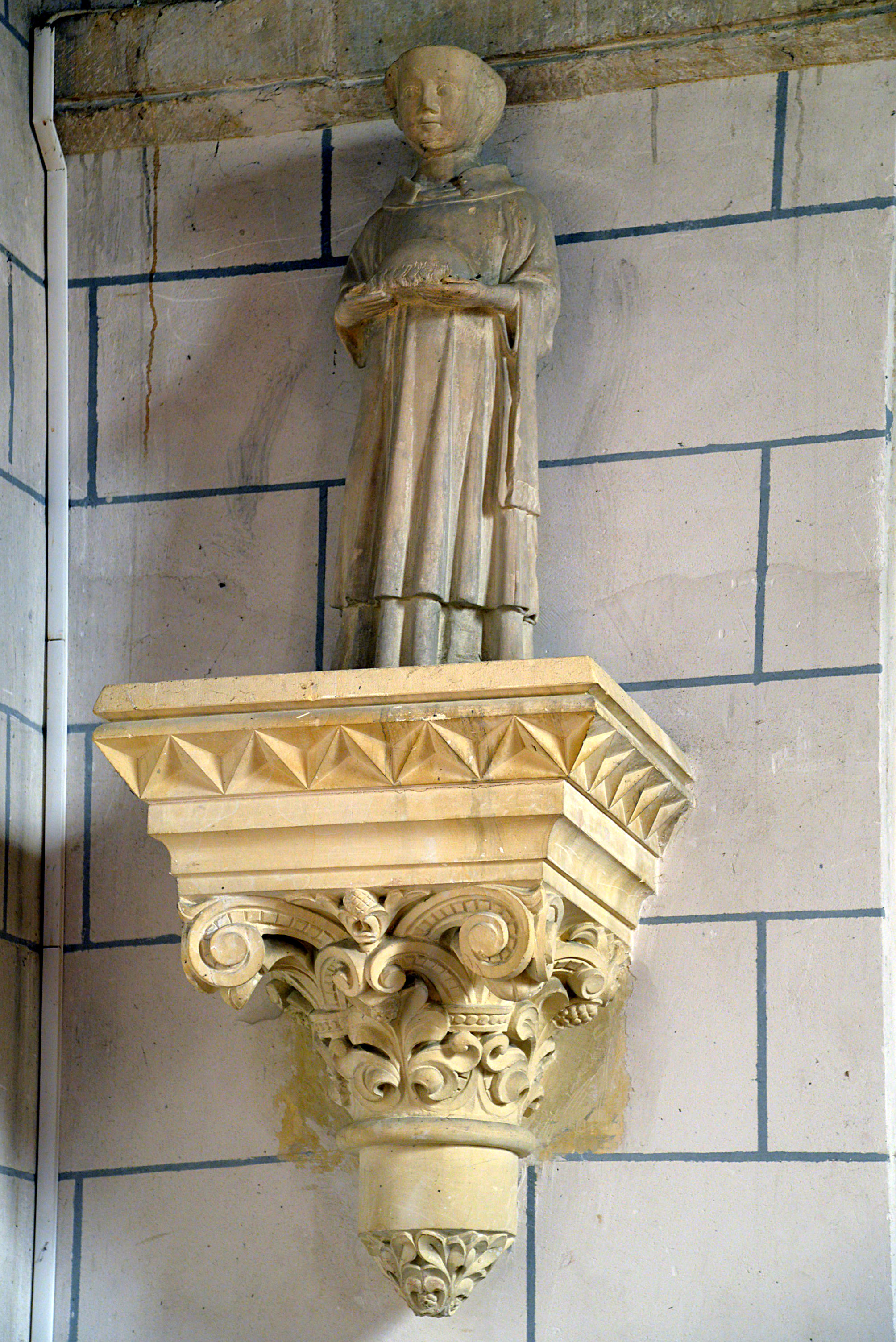
La statue de Saint-Clair.